# Cattedrale di Clermont-Ferrand
La cattedrale di Nostra Signora dell'Assunzione (in francese: Cathédrale Notre-Dame-de-l'Assomption de Clermont) è il principale luogo di culto cattolico di Clermont-Ferrand, nel dipartimento del Puy-de-Dôme. 

## Descrizione
La chiesa, sede del vescovo di Clermont, è monumento storico di Francia dal 1862. È soprannominata "Cattedrale nera" in quanto è costruita interamente in una pietra lavica nota come pietra di Volvic. È ricca di numerose vetrate rappresentanti scene di vita dei santi, come san Bonito di Clermont (Bonnet de Clermont), sant'Agata vergine e martire, sant'Austremonio di Clermont, san Francesco Saverio.
Le guglie delle torri gemelle furono completate da Viollet-le-Duc e misurano 96,20 metri d'altezza.